# GPA33
GPA33‏ (Glycoprotein A33) هوَ بروتين يُشَفر بواسطة جين GPA33 في الإنسان.